# غول بشير (ردمان)

تعديل مصدري - تعديل

غول بشير هي إحدى قرى عزلة ال عامر بمديرية ردمان التابعة لمحافظة البيضاء، بلغ تعداد سكانها 150 نسمة حسب تعداد اليمن لعام 2004.